# Ngola (Lomié)
Pour les articles homonymes, voir Ngola.
Ngola est un village du Cameroun, situé dans la région de l'Est, dans le département du Haut-Nyong et dans la commune de Lomié. Cette dernière se situe au croisement des villes de Mindourou, Messamena, Ngoila et Yokadouma.

## Population
Ngola est un village de 947 habitants, dont 468 hommes et 479, d'après le recensement de 2005.

## Économie
L'économie du village est essentiellement basée sur l'agriculture (vivrière et de rente).

## Religion
- Christianisme protestant
- Christianisme Catholique
- Islam